# Straponten

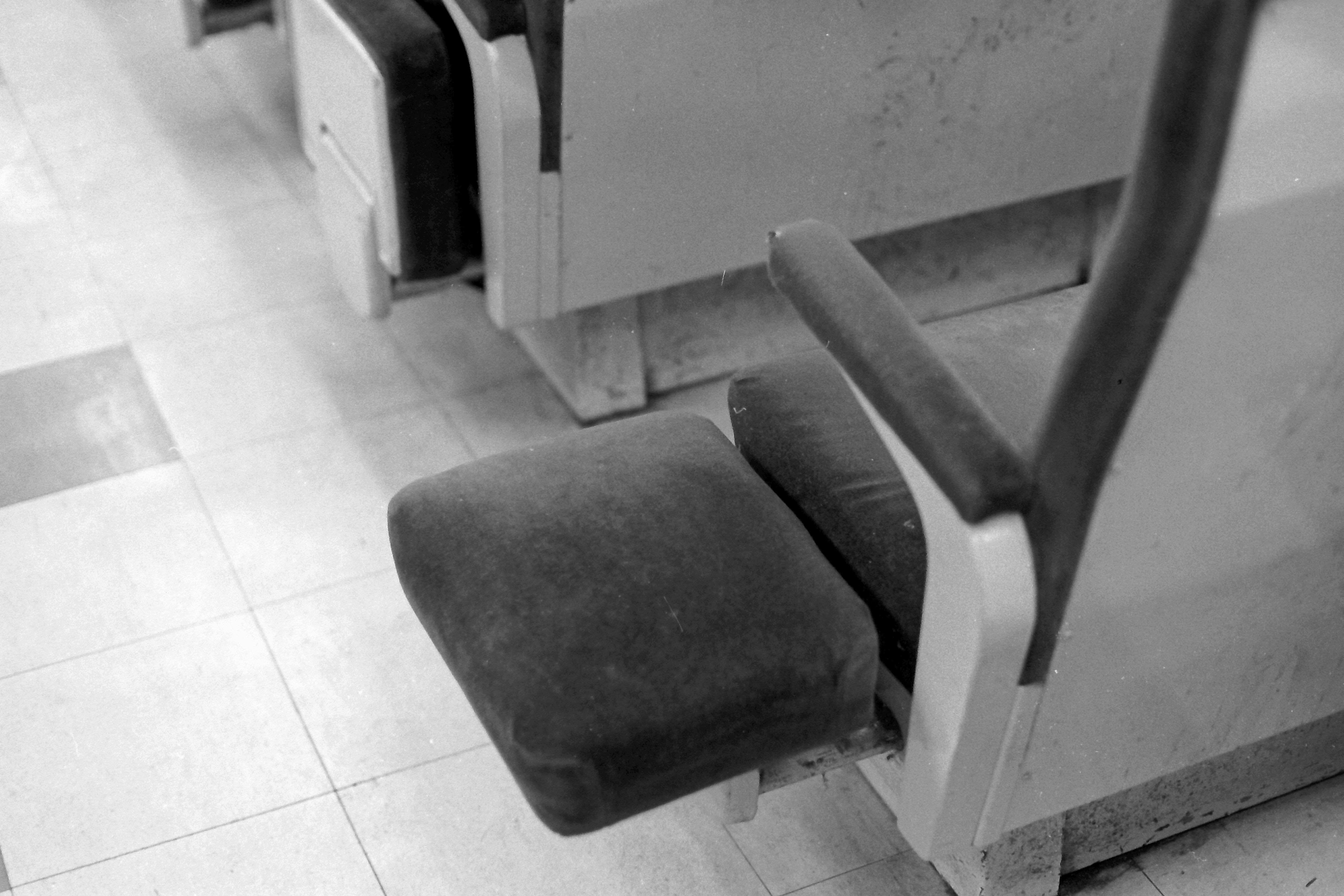
Dostawka na promie

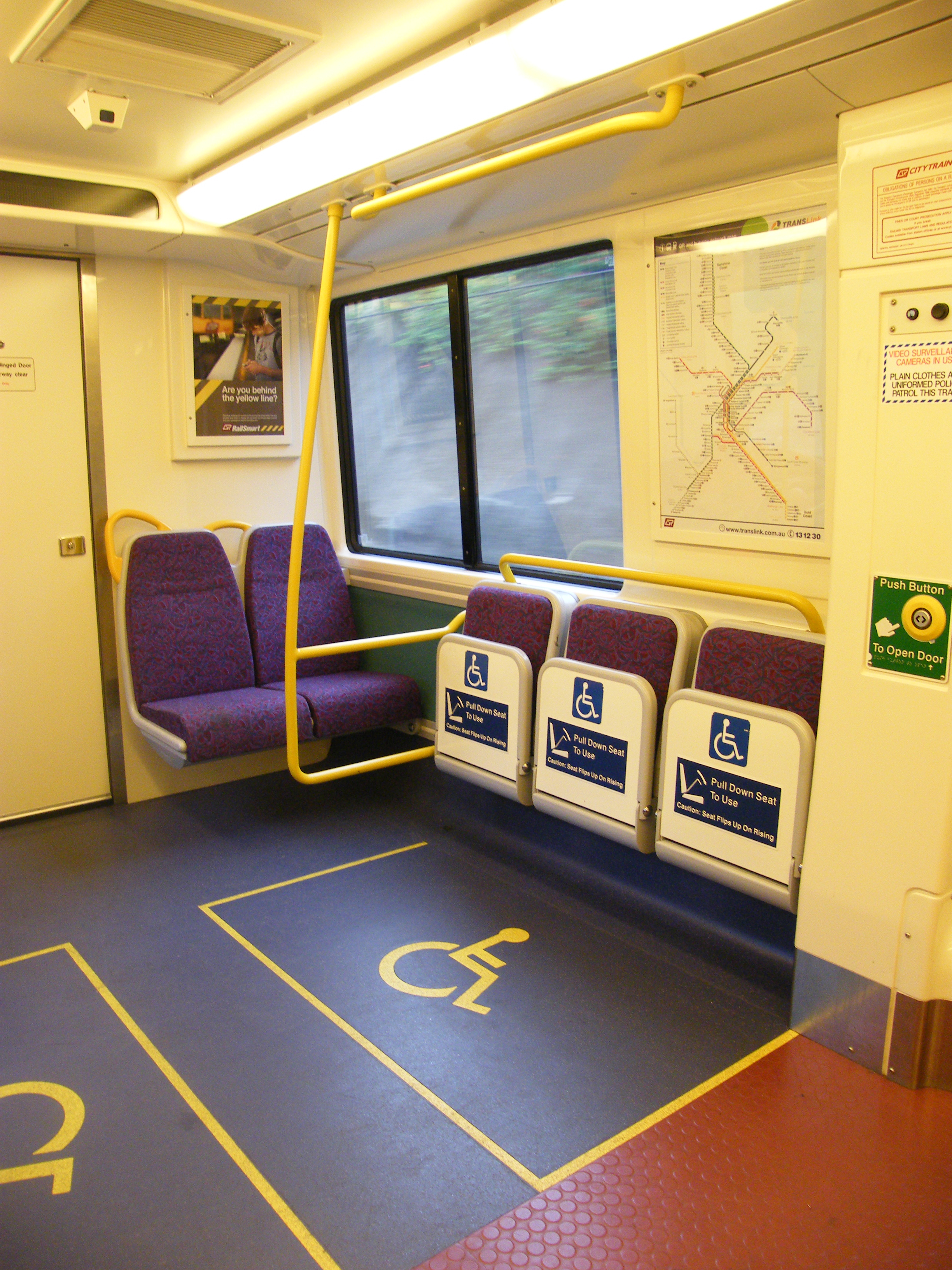
Straponteny w pociągu

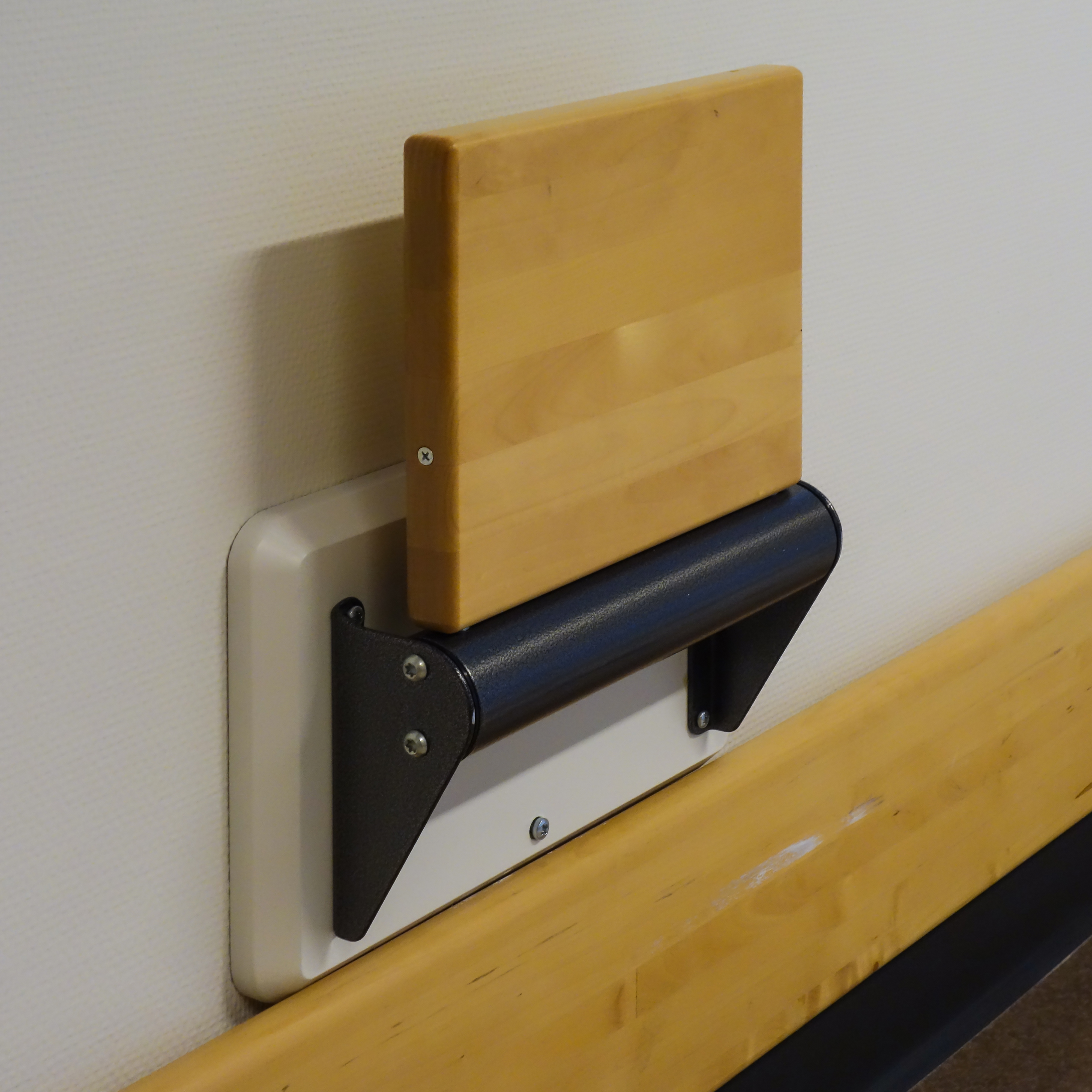
Straponten przy ścianie

Straponten (fr. strapontin) – siedzenie składane oszczędzające miejsce, dostawka. Montowane jest sprężynowo do ściany bądź do innych siedzeń w miejscu przeznaczonym na przejście. Stosowane w środkach transportu (pociągi, autobusy, samochody), niekiedy wkomponowane w ścianę i nierzucające się w oczy, często bez oparcia.  
Dawniej występowały również w salach widowiskowych, kinach i teatrach (tam funkcjonowało również inne określenie: praktykabel), były numerowane i również odpłatne. 
Składane siedzenia w samolotach przeznaczone dla stewardes noszą nazwę jump seat. 